# Sándor Katona
Dans le nom hongrois Katona Sándor, le nom de famille précède le prénom, mais cet article utilise l’ordre habituel en français Sándor Katona, où le prénom précède le nom.
Pour les articles homonymes, voir Katona.
Sándor Katona, né le 21 février 1943 à Budapest et mort le 16 mai 2009 à Budapest, est un footballeur hongrois. Il évoluait au poste d'ailier gauche.

## Biographie

### En club
Sándor Katona est joueur du Budapest Honvéd de 1961 à 1966,.
Avec son club, Katona remporte une Coupe de Hongrie en 1964.
En 1967, Sándor Katona rejoint le Ferencváros TC,.
Il est sacré Champion de Hongrie en 1967 et en 1968.
Lors de la campagne de Coupe des villes de foires en 1967-68, il dispute neuf matchs et inscrit deux buts. Il dispute un match lors de la double confrontation en finale perdue contre Leeds United.
Il raccroche les crampons en 1971.
En compétitions européennes, il dispute au total 4 matchs pour aucun but inscrit en Coupe des clubs champions, 8 matchs pour un but marqué en Coupe des vainqueurs de coupe et 11 matchs pour 2 buts inscrits en Coupe des villes de foire.

### En équipe nationale
Sándor Katona fait partie de l'équipe de Hongrie médaillée d'or aux Jeux olympiques 1964. Il dispute cinq matchs durant la compétition dont la finale contre la Tchécoslovaquie.

## Palmarès
| \| Budapest Honvéd - Coupe de Hongrie (1) : - Vainqueur : 1964. \| \| Ferencváros TC - Championnat de Hongrie (2) : - Champion : 1967 et 1968. - Coupe des villes de foires : - Finaliste : 1967-68. \| |  | Hongrie - Jeux olympiques (1) : - Or : 1964.                                                                                   |
| Budapest Honvéd - Coupe de Hongrie (1) : - Vainqueur : 1964. |  | Ferencváros TC - Championnat de Hongrie (2) : - Champion : 1967 et 1968. - Coupe des villes de foires : - Finaliste : 1967-68. |